# Eleutherozoa
Los eleuterozoos (Eleutherozoa, del griego "animales libres") son un subfilo del filo Equinodermos que se caracteriza porque sus organismos son de vida libre, a diferencia de los pelmatozoos que viven fijos al sustrato. Está formado por las siguientes clases:[cita requerida]
- Concentricicloideos (Concentricycloidea), al que pertenecen las margaritas de mar, cuenta con 2 especies
- Holoturoideos (Holothuroidea), al que pertenecen los pepinos de mar, con 900 especies
- Equinoideos (Echinoidea), erizos de mar, con 850 especies
- Asteroideos (Asteroidea), estrellas de mar, con 1.500 especies
- Ofiuroideos (Ophiuroidea), ofiuras, con 2.000 especies.